# NGC 2588
NGC 2588 (другие обозначения — OCL 715, ESO 370-SC10) — рассеянное звёздное скопление в созвездии Корма.
Скопление расположено на расстоянии 5 кпк от Солнца, на периферии галактического рукава Персея. Его возраст составляет 450 млн лет.
У скопления можно выделить центральное более плотное «ядро» радиусом 1.5—2 минуты дуги (которое раньше принимали за всё скопление), и менее плотную «корону», которая простирается до расстояний 4.2 минуты от центра, и содержит менее массивные звёзды. Вероятно, такая структура могла возникнуть из-за динамических эффектов.
Наиболее яркие звёзды скопления имеют видимую величину около 14m и спектральный класс A0; принадлежность к скоплению некоторых красных звёзд из той же области неба остаётся под вопросом. В функции светимости скопления наблюдается необычный провал на видимой звёздной величине около 15.5m.
Этот объект входит в число перечисленных в оригинальной редакции «Нового общего каталога».